# Lithocarpus acuminatus
Lithocarpus acuminatus är en bokväxtart som först beskrevs av William Roxburgh, och fick sitt nu gällande namn av Alfred Rehder. Lithocarpus acuminatus ingår i släktet Lithocarpus och familjen bokväxter. Inga underarter finns listade.